# رابرت آر. مک‌کری
رابرت آر. مک‌کری (انگلیسی: Robert R. McCrae) یک پژوهشگر و روان‌شناس شخصیت در مؤسسه ملی کهنسالی و اهل ایالات متحده آمریکا است.
شهرت وی به واسطهٔ ابداع آزمون پنج عامل بزرگ شخصیت (به همراه پال کاستا جونیور) است و بیشتر فعالیت‌های حرفه‌ای او، متمرکز بر مطالعهٔ «ثبات شخصیت» در طول عمر و در فرهنگ‌های گوناگون است.
او طی پژوهش‌هایش متوجه شد که روان‌رنجوری و برونگرایی حوالی سن ۳۰ سالگی رو به افول می‌رود و در عوض وجدان‌گرایی و تمایل به مقبول بودن افزایش می‌یابد.